# باردار (فیلم ۲۰۰۷)
باردار (به انگلیسی: Knocked Up) فیلمی کمدی رمانتیک محصول سال ۲۰۰۷ آمریکا به نویسندگی، کارگردانی و تهیه‌کنندگی جاد اپتاو است. در این فیلم بازیگرانی همچون ست روگن، کاترین هیگل، پل راد و لزلی من ایفای نقش کرده‌اند.

## داستان
آلیسون اسکات خبرنگاری است که ترفیع شغلی گرفته‌است و به همین مناسبت در یک کلوب شبانه محلی جشنی بر پا می‌کند. او در آنجا با بن استون آشنا می‌شود و به دلیل مصرف مشروبات الکی زیاد، با یکدیگر رابطه جنسی برقرار می‌کنند. صبح روز بعد، آلیسون و بن متوجه می‌شوند که آنها تفاوت زیادی با یکدیگر دارند و به همین دلیل از یکدیگر جدا می‌شوند. چند هفته بعد، آلیسون متوجه می‌شود که باردار است. او این موضوع را با بن و خانواده‌اش در میان می‌گذارد و پس از کشمکش‌های بسیار، آلیسون تصمیم می‌گیرد بچه را نگه دارد. به همین منظور، آلیسون و بن تصمیم می‌گیرند به یکدیگر فرصت بدهند و رابطه‌شان را قوی کنند، اما اوضاع آنطور که فکر می‌کنند پیش نمی‌رود.

## بازیگران
- ست روگن در نقش بن استون
- کاترین هایگل در نقش آلیسون اسکات
- پل راد در نقش پیت
- لزلی من در نقش دبی
- جیسون سیگل در نقش جیسون
- جی باروشل در نقش جی
- جونا هیل در نقش جونا
- مارتین استار در نقش مارتین
- چارلین وای در نقش جودی
- هارولد ریمیس در نقش هریس استون
- جوانا کرنز در نقش خانم اسکات
- آلن تودیک در نقش جک
- کریستن ویگ در نقش جیل
- بیل هیدر در نقش برنت
- کن جیونگ در نقش دکتر
- تیم بگلی در نقش دکتر
- بی جی نواک در نقش دکتر
- آدام اسکات در نقش پرستار
- کریگ رابینسون در نقش دربان کلوب
- جیمز فرانکو در نقش خودش
- جسیکا آلبا در نقش خودش
- استیو کرل در نقش خودش
- اوا مندس در نقش خودش
- اندی دیک در نقش خودش
- رایان سیکرست در نقش خودش

## تولید
تعدادی از بازیگران اصلی فیلم از پروژه‌های قبلی جاد اپتاو در این فیلم حضور دارند: ست روگن، مارتین استار، جی باروشل، جیسون سیگل و جیمز فرانکو که در مجموعه‌های فریکس اند گیکس و اعلام‌نشده ساخته اپتاو ایفای نقش کرده‌بودند. استیو کرل، پل راد و لزلی من که در باکره چهل‌ساله حضور داشته‌اند نیز در این فیلم ظاهر شده‌اند.
در ابتدا ان هتوی برای بازی در نقش آلیسون انتخاب شد اما به دلیل اختلافات از پروژه کنار کشید. پس از انصراف هتوی، جنیفر لاو هیویت و کیت باسورث برای این نقش تست دادند که در نهایت پس از تست بازیگری این نقش به کاترین هایگل رسید.

## بازخورد

### گیشه
باردار در هفته اول اکران خود ۳۰٬۶۹۰٬۹۹۰ میلیون دلار در ایالات متحده فروش داشت و بعد از دزدان دریایی کارائیب: پایان جهان در رتبه دوم جدول فروش قرار گرفت. فیلم در آمریکا ۱۴۸٬۷۶۸٬۹۱۷ میلیون دلار و ۷۰٬۳۰۷٬۶۰۱ میلیون دلار در بازار بین‌المللی و در کل ۲۱۹٬۰۷۶٬۵۱۸ میلیون دلار در برابر بودجه ۳۰ میلیون دلاری فروش داشت. فیلم همچنین هشت هفته را در جدول ده فیلم پرفروش گذراند.

### واکنش منتقدین
راتن تومیتوز بر اساس نظرات ۲۵۲ منتقد نوشت که ۹۰٪ از آن‌ها نظر مثبت راجع به فیلم داشته‌اند و به طور میانگین نمره ۷٫۷ از ۱۰ به آن داده‌اند. اجماع کلی این تارنما می‌نویسد: «باردار نگاهی خنده‌دار و جدید به سختی‌های خواستگاری و تربیت فرزند با فیلم‌نامه‌ای زیرکانه و کارگردانی و بازیگری ماهر است.» متاکریتیک بر اساس نظرات ۳۸ منتقد به این فیلم نمره ۸۵ از ۱۰۰ داد که به معنای «تحسین جهانی» است. سینماسکور نیز اعلام کرد که مردم به طور میانگین به این فیلم نمره +B داده‌اند.
فیلم در لیست ده فیلم برتر جوایز انستیتوی فیلم آمریکایی سال ۲۰۰۷ و فهرست برتر چندین منتقد سرشناس قرار گرفت و هیئت داوران از آن به عنوان «خنده‌دارترین و بهترین کمدی این نسل» و «فیلمی که مرزهای کمدی عاشقانه را گسترش می‌دهد» یاد کردند. جان نیومن، منتقد فیلم، فیلم را «نسخه بهتر و مدرن‌تر بعضی‌ها داغشو دوست دارن» نامید. باردار توسط راتن تومیتوز به عنوان بهترین فیلم اکران ۲۰۰۷ انتخاب شد. همچنین فیلم در لیست ده فیلم برتر سال ۲۰۰۷ به انتخاب انستیتوی فیلم آمریکایی قرار گرفت.
باردار در لیست ده فیلم برتر سال ۲۰۰۷ بسیاری از منتقدان سرشناس  ظاهر شد.
- سوم – کایل اسمیت، نیویورک پست
- چهارم – کریستی لمیر، آسوشیتد پرس
- پنجم – اسکات توبیاس، ای. وی. کلاب
- ششم – دیوید انسن، نیوزویک
- هشتم – الا تیلور، لس آنجلس ویکلی
- نهم – امپایر
- نهم – اسکات فونداس، لس آنجلس ویکلی (مشترک با خیلی بد)
- دهم – ای.او. اسکات، نیویورک تایمز (مشترک با جونو و خیلی بد)
- دهم – پیتر ترورز، رولینگ استون (مشترک با جونو)

## اسپین اف
در ژانویه ۲۰۱۱، ورایتی گزارش کرد که پل راد و لزلی من نقش‌های خود در فیلم باردار را در فیلم جدید جاد اپتاو ایفا خواهند کرد. آپتاو نیز اعلام کرد که فیلم جدید دنباله نخواهد بود بلکه یک اسپین اف است که بر روی زوج پیت و دبی تمرکز دارد. این فیلم تحت عنوان این است ۴۰ در ۲۱ دسامبر ۲۰۱۲ منتشر شد.